# هيرشل سيمز
هيرشل سيمز (بالإنجليزية: Herschel Sims)‏ هو لاعب كرة قدم أمريكية أمريكي، ولد في 17 سبتمبر 1991 في أبيلين في الولايات المتحدة.